# Baia del Tauj
La baia del Tauj (in russo Тауйская губа, Taujskaja guba?) è un'insenatura situata sulla costa settentrionale del mare di Ochotsk, in Russia, appartenente all'oblast' di Magadan (Circondario federale dell'Estremo Oriente).

## Geografia
La baia si trova tra la penisola di Chmitevskij (полуостров Хмитевского) a ovest, e quella di Koni (полуостров Кони) a est; ha una lunghezza di 75 km, una larghezza di 120–130 km e copre una superficie di 10.400 km². La profondità massima è di 100 m.
È caratterizzata da baie e insenature frastagliate e coste per lo più rocciose e inaccessibili. Le falesie costiere hanno un'altezza variabile, da alcune decine di metri fino a 500-600, a volte 900 m. Numerosi sono i faraglioni. Una stretta striscia di spiaggia è di solito presente in prossimità delle foci dei fiumi. Le spiagge sono composte solitamente di ghiaia e sabbia, spesso con grandi blocchi di roccia. Nella baia sfociano i fiumi: Ola, Jana, Arman' e il Tauj, che dà il nome all'insenatura.
Le maggiori isole della baia si trovano all'imboccatura e sono: l'isola di Zav'jalov, non lontana dalla penisola Koni, e l'isola di Spafar'ev, ad ovest, vicino alla penisola Chmitevskij. Numerose altre insenature sono all'interno della baia del Tauj: il golfo Amachtonskij con le due piccole isole Šelikan e Nedorazumenija; la baia di Gertner con l'isoletta Kekurnyj e, verso sud, Vdovuška e gli scogli Tri Brata; il golfo Odjan con l'isolotto di Umara, la baia Melkovodnaja con il Kamen'-Mugdykyn; e il golfo Motyklejskij. Al centro si trova la baia di Nagaev dove è situata la città di Magadan, capoluogo dell'omonima oblast'.